# Vestingwerken van Klundert

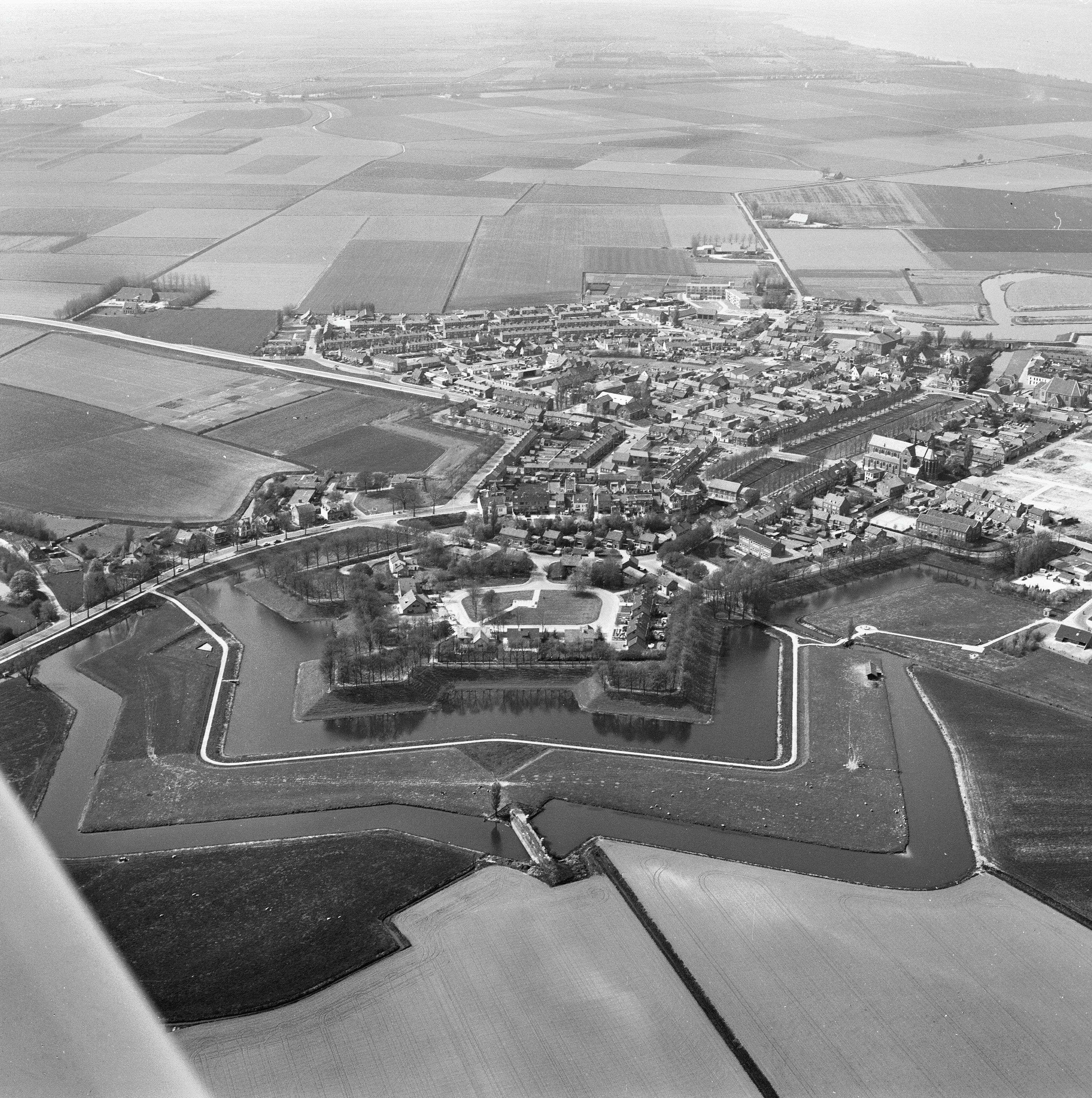
Vestingwerken van Klundert, met op de voorgrond het kroonwerk Suykerbergh, gezien richting het noordwesten (1977)

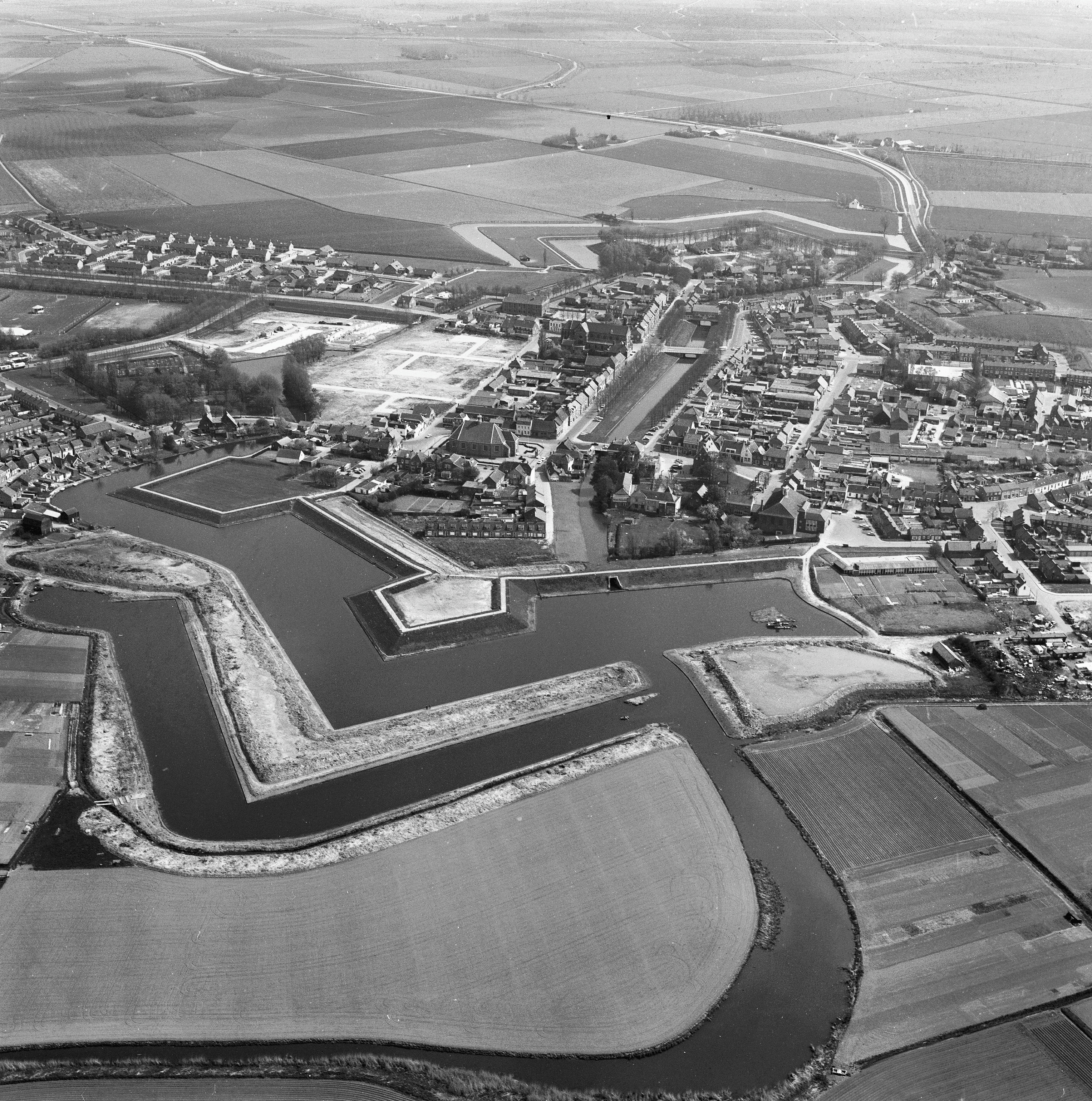
Vestingwerken van Klundert gezien richting het zuidoosten (1977)

De Vestingwerken van Klundert zijn in 1584-1588 aangelegd naar ontwerp van Adriaen Anthonisz. De vestingwerken bestonden uit onder meer diverse bastions, een aarden wal en een gracht. De gracht werd gevoed met het water afkomstig van de Roode Vaart. De vestingwerken aan de noord- en zuidzijde van Klundert zijn goed bewaard gebleven. Het kroonwerk Suykerbergh is in 1948 gerestaureerd. In de gracht van het kroonwerk ligt een bakstenen beer met monniken. Aan de noordzijde bij de kruising van de Bottekreek met de wal bij de Verlaatstraat bevindt zich een gele bakstenen brug uit 1769. De huidige situatie wijkt op veel punten af van het oorspronkelijke ontwerp zoals te zien in de Atlas van Blaeu van Joan Blaeu.
Doordat Klundert een versterkte vesting was op een strategische plaats, werd het onderdeel van de Stelling van het Hollandsch Diep en het Volkerak. Door de aanwezigheid van vestingwerken, kon in 1793 de oprukkende Franse troepen enige tegenstand geboden worden.
In 1809 werd de vesting opgeheven.
De restanten van de vestingwerken werden van 1931 tot 1979 gerestaureerd en hebben de status van rijksmonument.

## Galerij

Vestingwerken van Klundert
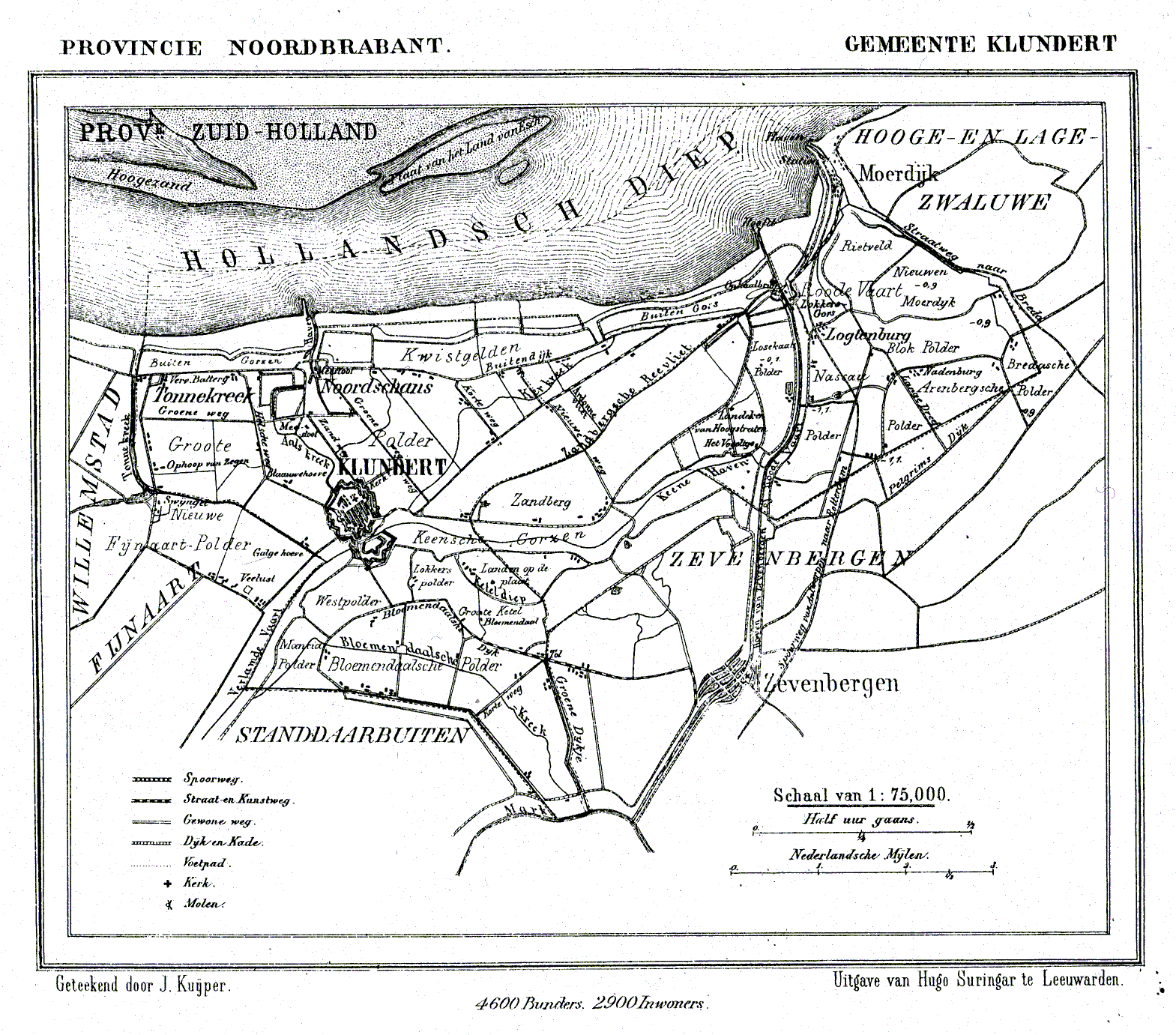
Klundert met vestingwerken in de Gemeente Atlas van Nederland van 1887
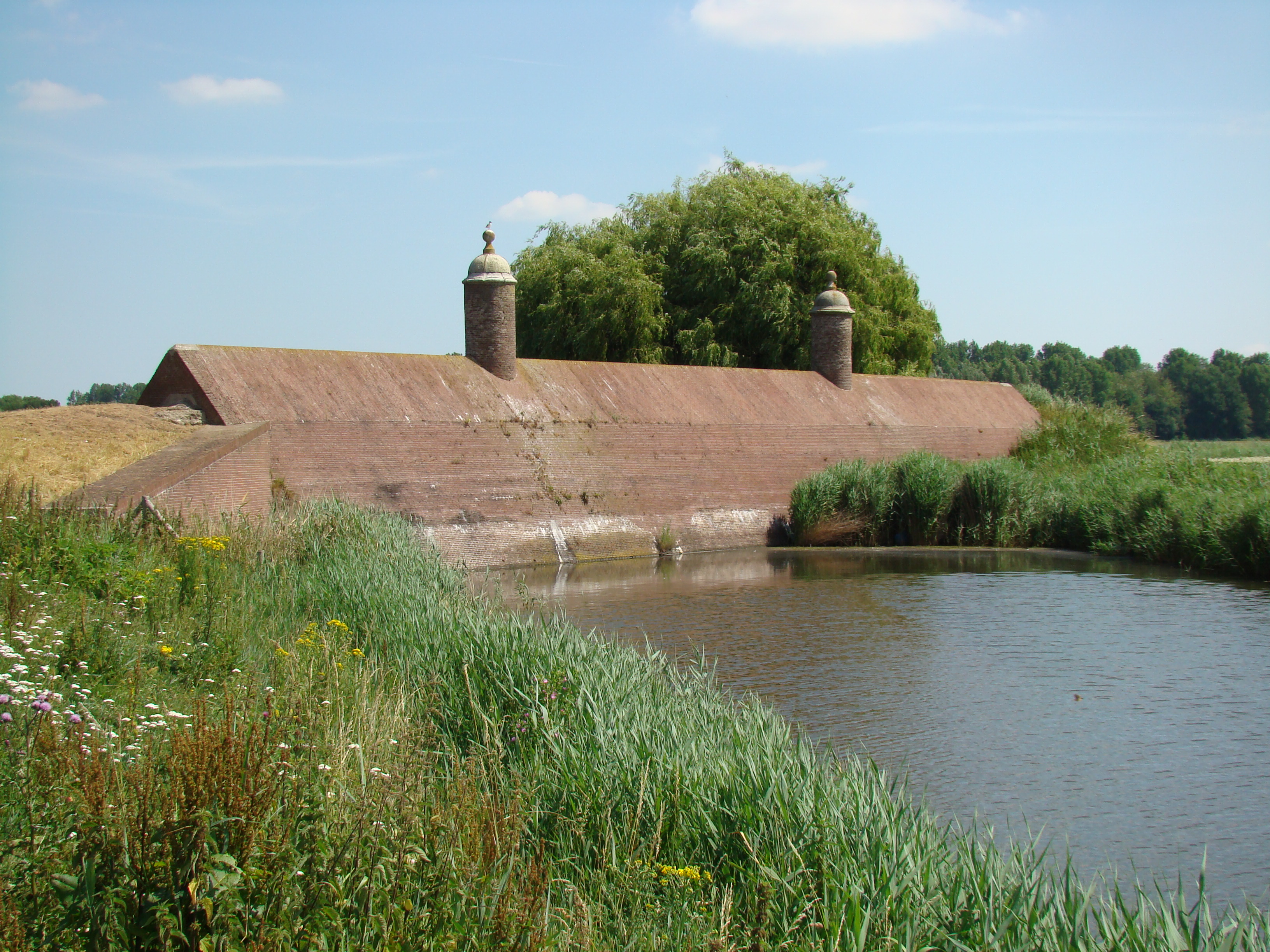
Beer met monniken
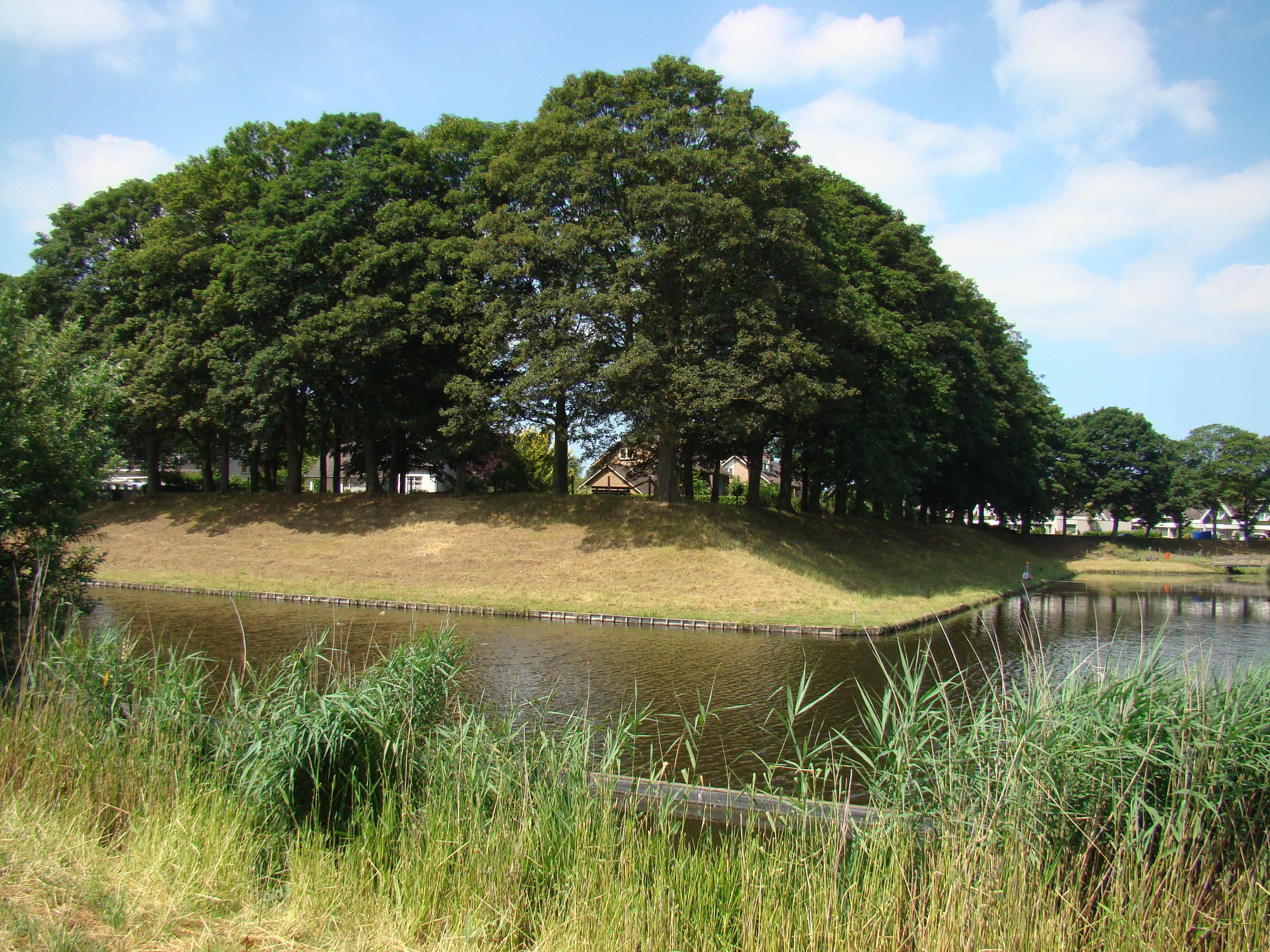
Een half-bastion met kroonwerk
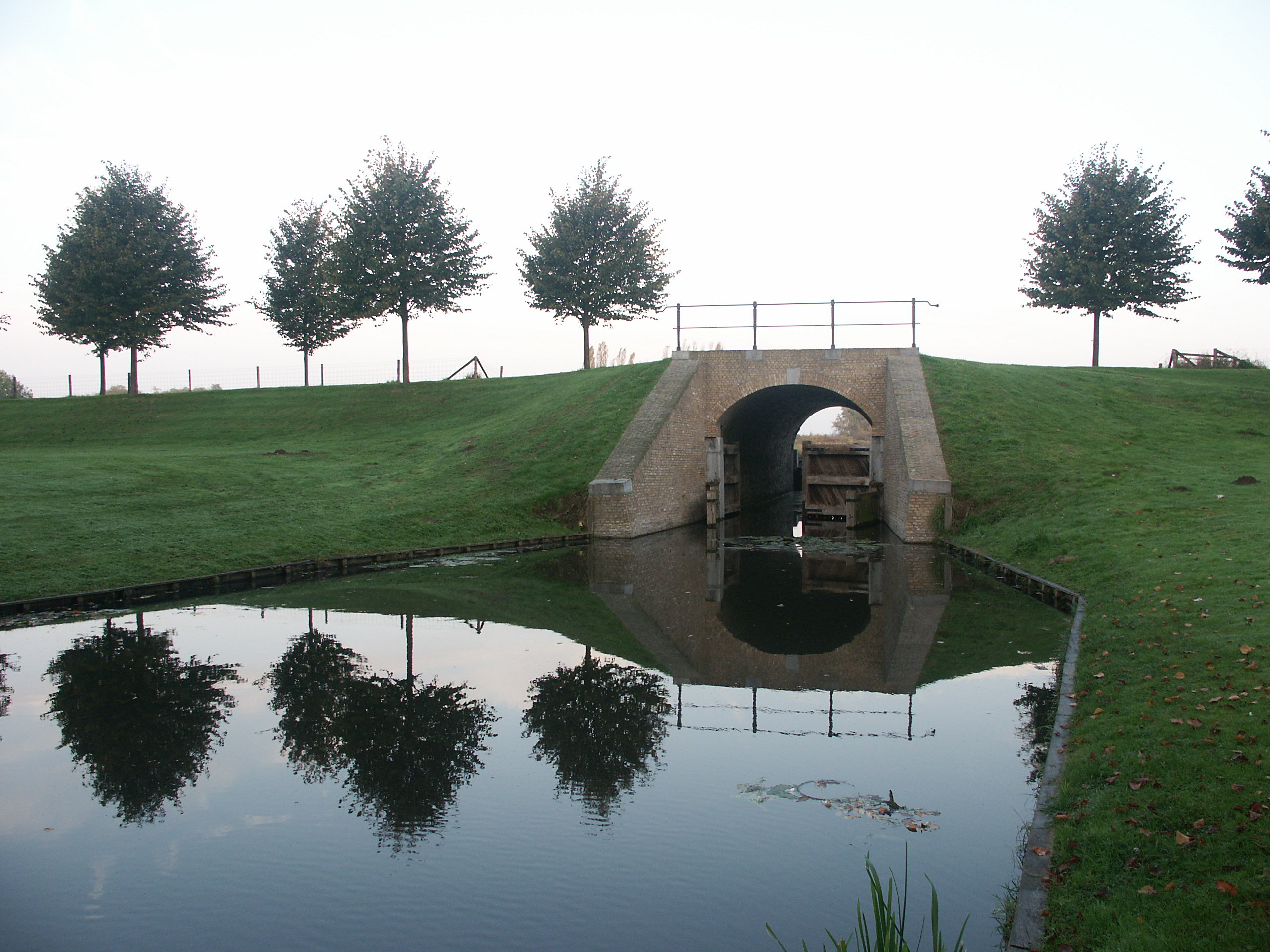
Verlaatsheul
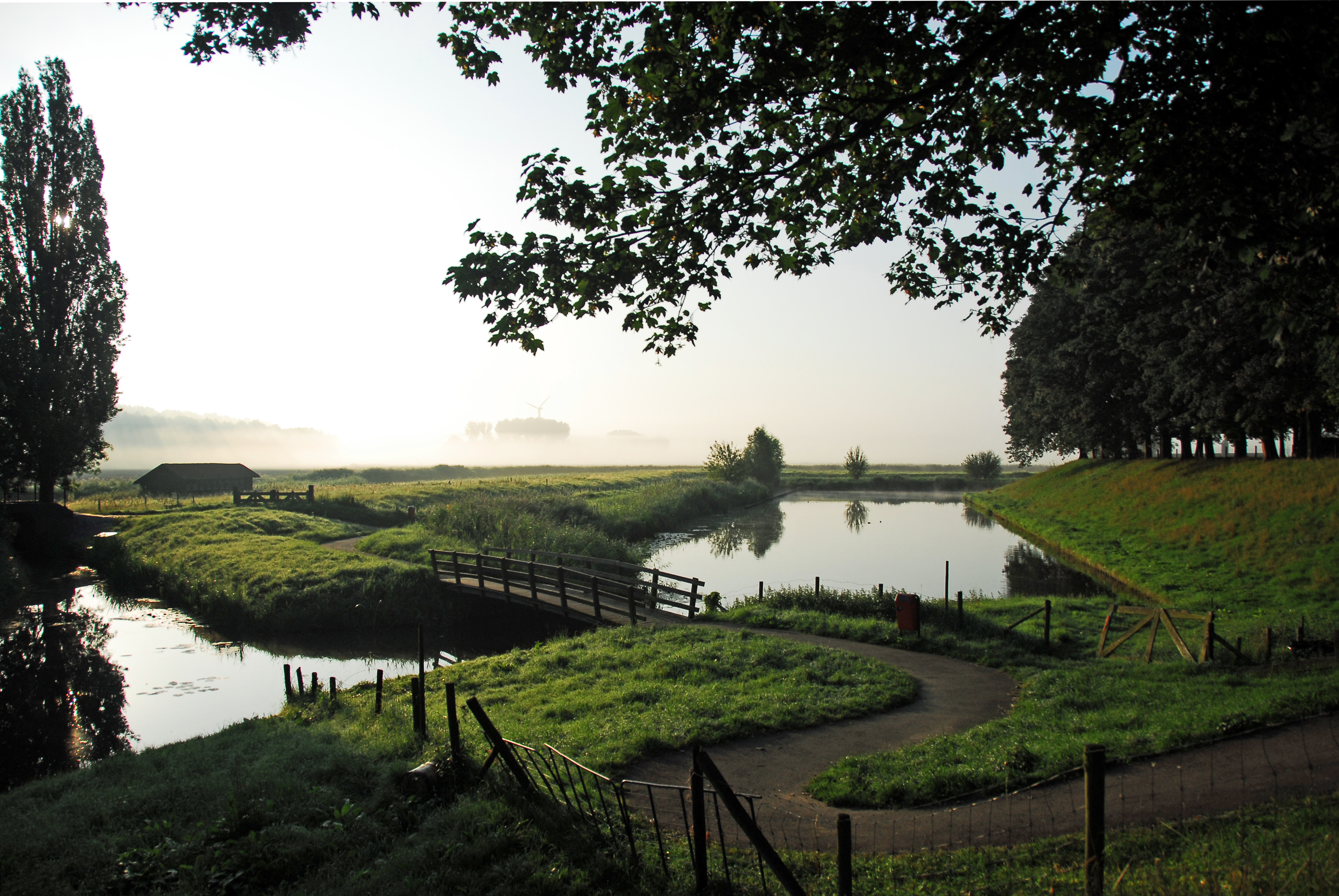
Vestingwerken van Klundert (2010)

Alkmaar · Amsterdam · Borculo · Bredevoort · Coevorden · Enschede · Haarlem · Hattem · 's-Hertogenbosch · Huissen · Klundert · Lochem · Maastricht · Montfoort · Naarden · Ommen · Ootmarsum · Rhenen · Roermond · Rijssen 
· Sittard · Sneek · Steenbergen · Terborg · Valkenburg · Zaltbommel · Zwolle